# Latarnia morska Virtsu
Latarnia morska Virtsu – (est. Virtsu tuletorn) latarnia morska położona na południe od Virtsu, gmina Hanila, prowincja Läänemaa. 
Na liście świateł nawigacyjnych Estonii - rejestrze Urzędu Transportu Morskiego (Veeteede Amet) w Tallinnie - ma numer 780. 
Latarnia wraz z latarnią morską Viirelaiu na wysepce Viirelaid, wskazuje przejście przez cieśninę Suur. 
Decyzja o budowie latarni w Virtsu zapadła w 1856 roku. Prace rozpoczęto w 1863 roku. Wówczas zamówiono w Anglii żeliwną laternę oraz mechanizm reflektora. W 1866 roku 28-metrowa wieża latarni została ukończona i rozpoczęła pracę. W 1881 roku latarnia została przebudowana, a w 1900 roku wymieniono aparaturę reflektora. Latarnia była pomalowana na czerwono, a jej zasięg w 1914 roku wynosił 16 mil morskich. W czasie I wojny światowej, w 1917 roku latarnia uległa zniszczeniu. W 1924 roku została zbudowana nowa latarnia, o wysokości 18 metrów oraz średnicy 2,5 metra oraz charakterystyce światła 0.4+3.6=4S, była pomalowana na biało (część dolna) oraz czerwono (część górna). W 1944 roku wycofujące się wojska niemieckie zburzyły latarnię. Rok później uruchomiono tymczasową automatyczną latarnię o wysokości 8 m, wysokości światła 11 m oraz jego zasięgu 11 mil morskich. W 1951 roku zbudowano nową żelbetonową 18-metrową latarnię. Wysokość światła ma 19 m, a jej zasięg wynosił 12 Mm. W 1971 roku wymieniono aparaturę reflektora i zmieniono charakterystykę świata na 1.5+3.5=5s.